# Principes de logique théorique
Les Principes de logique théorique est un ouvrage de logique écrit en 1928 par Ackermann et Hilbert.  Il s'agit du premier livre qui présente de façon élémentaire et rigoureuse ce qui est maintenant appelé  logique du premier ordre.

## Référence
- David Hilbert et Wilhelm Ackermann (1928). Grundzüge der theoretischen Logik (Principes de logique théorique). Springer-Verlag,  (ISBN 0-8218-2024-9). Ce texte a eu six éditions en allemand (1928, 1938, 1949, 1959, 1967), la dernière ayant paru en 1972 (6e éd.).